# サンティアゴ・シベッタ
サンティアゴ・シベッタ（Santiago Civetta、1998年2月28日 - ）は、スーペル・ラグビー・アメリカス、ペニャロール・ラグビーに所属するラグビーユニオン選手。

## プロフィール
- ウルグアイ・モンテビデオ出身[1]。
- ポジションはフランカー(FL)。
- 身長 187cm、体重 109kg
- U20ウルグアイ代表に選ばれたことがある[2]。
- ウルグアイ代表キャップは26（2025年3月現在）でラグビーワールドカップ2019・ラグビーワールドカップ2023のウルグアイ代表に選ばれた[3][4]。
- 7人制ウルグアイ代表に選ばれたことがある[5]。

## 略歴
2019年、ペニャロールに加入。